# Sevastopolský záliv
Sevastopolský záliv (ukrajinsky Севастопольська бухта, rusky Севасто́польская бу́хта) je nezamrzající záliv Černého moře. V délce 7,5 km se zařezává do pobřeží na jihozápadní části Krymského poloostrova, v nejširším místě měří přibližně 1 km. Délka pobřeží je 25,5 km., rozkládá se na ploše 7,96 km².
Na východním konci do zálivu ústí řeka Čorna, na březích leží město Sevastopol.  Z celého Černého moře je nejvhodnějším místem pro zřízení přístavu. Je hlavní základnou ruské Černomořské floty.

## Etymologie
Moderní jméno dostal záliv při založení Sevastopolu, mořeplavci jej však znali již ve starověku. Historické názvy souvisejí buď s velikostí zálivu (Большая, Большой рейд, Главный рейд), nebo s názvy sídel na jeho březích (Ктенус/Ктенунт, Корсуньский Сиваш, Каламита-лиман, Севастопольский рейд, Херсонесский лиман, Ахтиарская, Инкерманская).

## Geografie

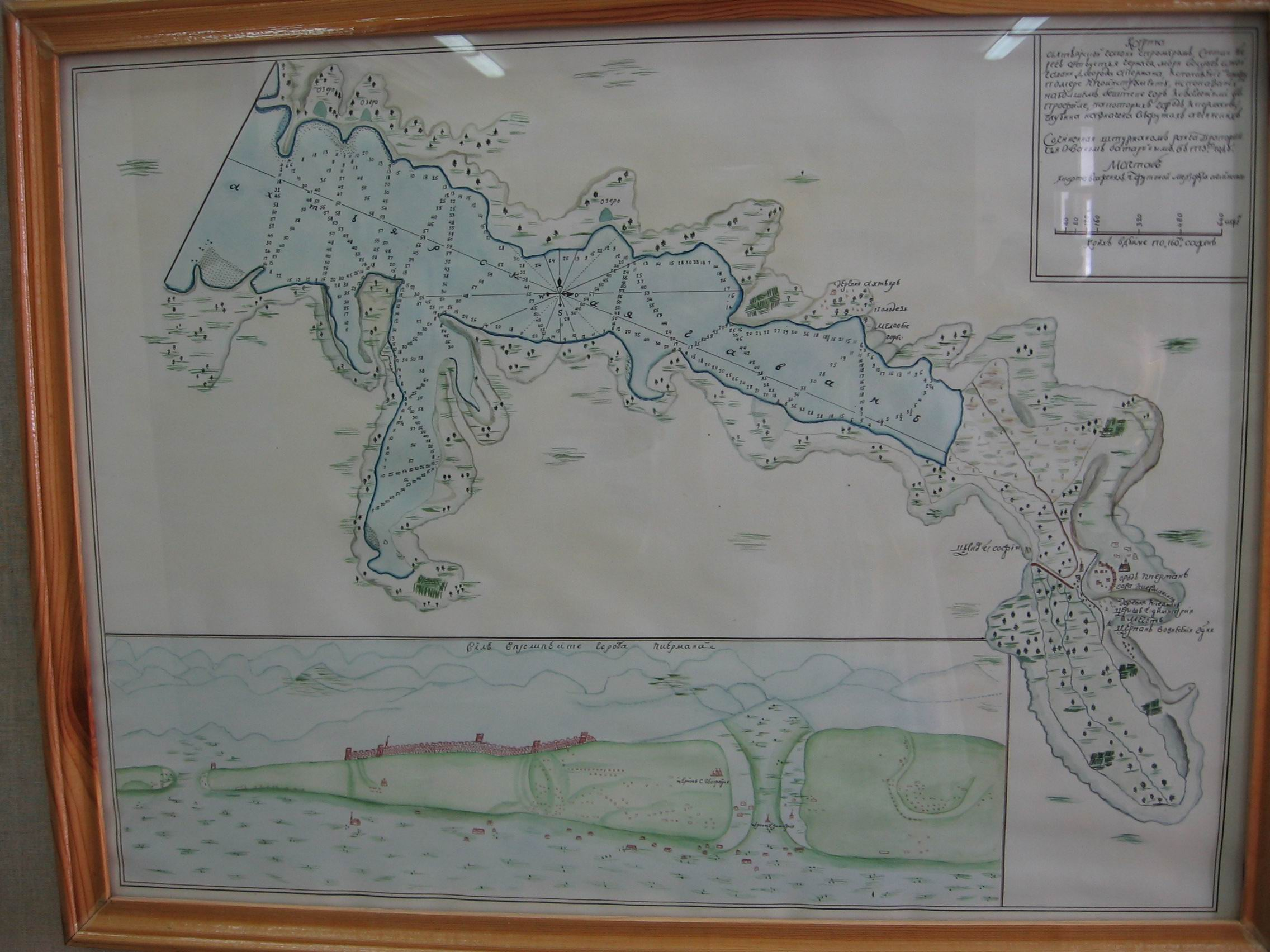
První mapa Achtiarského zálivu opatřená komentářem, sestavená lodníkem Ivanem Baturinem v roce 1773

Vstup do zálivu je před větrem a vlnobitím chráněn severním a jižním molem, přirozená šíře vstupu je 940 m. Vzhledem k nízkému obsahu vody v krymských řekách, malému množství srážek v okolí zálivu a jeho izolaci od moře je mírně náchylný k zanášení a nevyžaduje časté bagrování. Břehy zálivu jsou velmi členité, rozbrázděny dalšími devatenácti zálivy, z nichž nejrozlehlejší je Jižní záliv (Южная бухта).